# Firmiliano di Cesarea
Firmiliano di Cesarea (200 – 268) è stato un religioso e filosofo romano.

## Biografia
Era originario della Cappadocia, all'epoca provincia dell'Impero Romano; conosciuto semplicemente come Firmiliano fu vescovo di Cesarea di Cappadocia dal 230 d.C.
Studioso, nonché discepolo di Origene, fu avversario di Novaziano, antipapa dal 251 al 258, che si era reso autore di uno scisma con la dottrina ufficiale. Sostenne con San Cipriano l'invalidità del battesimo dispensato dagli eretici.